# Cheikh Hamidou Kane

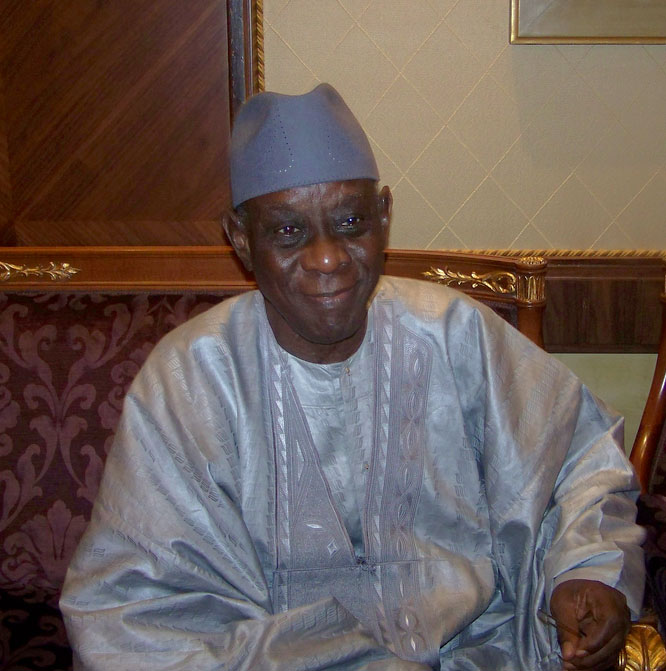
Cheikh Hamidou Kane

Cheikh Hamidou Kane, född 2 april 1928, är en senegalesisk författare och ämbetsman. Hans roman L'Aventure ambiguë från 1961 är en av den afrikanska litteraturens klassiker. Den beskriver hur huvudpersonen Samba Diallo efter några år i Paris har svårt att finna sig till rätta i sitt hemland. 